# Lateinschule

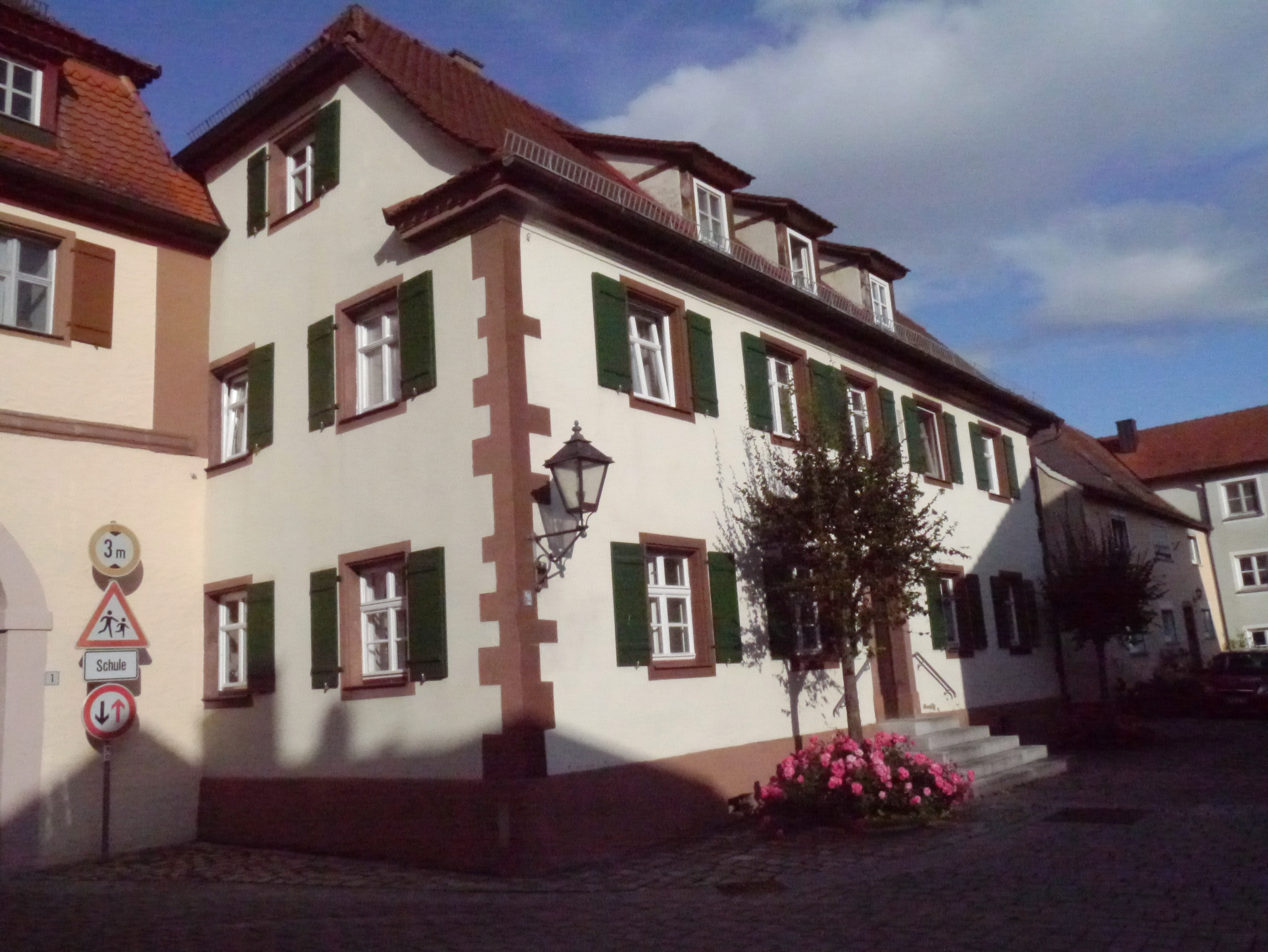
Lateinschule in Merkendorf

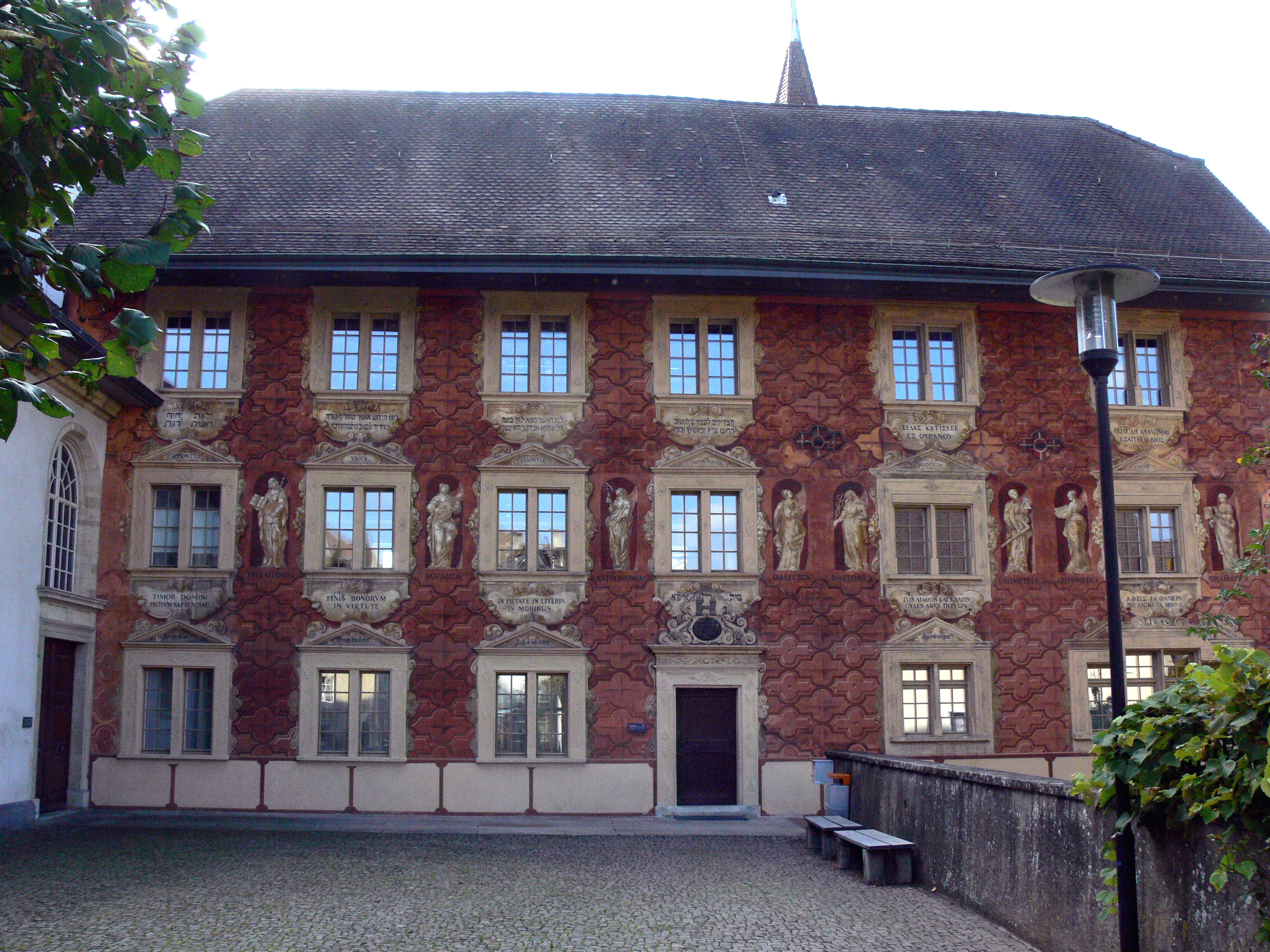
Ehemalige Lateinschule in Brugg

Lateinschule hieß seit dem Mittelalter eine Schule, die – anders als die Winkelschule oder deutsche Schule – ihre Schüler auf einen geistlichen Beruf oder ein späteres Studium an einer Universität vorbereitete und vor allem Latein unterrichtete. Latein war Hauptgegenstand und teils auch Unterrichtssprache. Die Schule bestand oft an einer Bischofskirche oder städtischen Gemeindekirche. Auch in den neuzeitlichen Lateinschulen standen das Erlernen der lateinischen Sprache und die Lektüre im Vordergrund.

## Geschichte
Nach dem Ende der Antike gab es zunächst von Mönchen betriebene Klosterschulen, ab dem 8. Jahrhundert auch Domschulen. Karl der Große hatte 789 eine Verordnung erlassen, an allen Klöstern und Bischofssitzen Schulen einzurichten.
Insbesondere in der Reformation sah der Adel seine Ziele der Erziehung und Bildung nicht erfüllt und entwickelte die standesspezifischen Ritterakademien. Nach der Säkularisation des Kirchenguts mit der Reformation konnten die Lateinschulen auch als Fürstenschulen oder städtische Gelehrtenschulen weiter bestehen, wo die unteren drei der Sieben Freien Künste gelehrt wurden – darunter verstand man das Trivium aus Grammatik, Rhetorik und Dialektik. Häufig erhielten diese Schulen nun Bezeichnungen wie Gelehrtenschule, Gymnasium, Lyzeum, Pädagogie oder Seminar. Als Lateinschulen bezeichnete man dann die gymnasialen Unterstufen, die oft disloziert waren und auf das Gymnasium vorbereiteten. Im Laufe des 19. Jahrhunderts entstand das Humanistische Gymnasium. Die Lateinschule kann als der Vorläufer des heutigen Altsprachlichen Gymnasiums bezeichnet werden.

## Beispiele

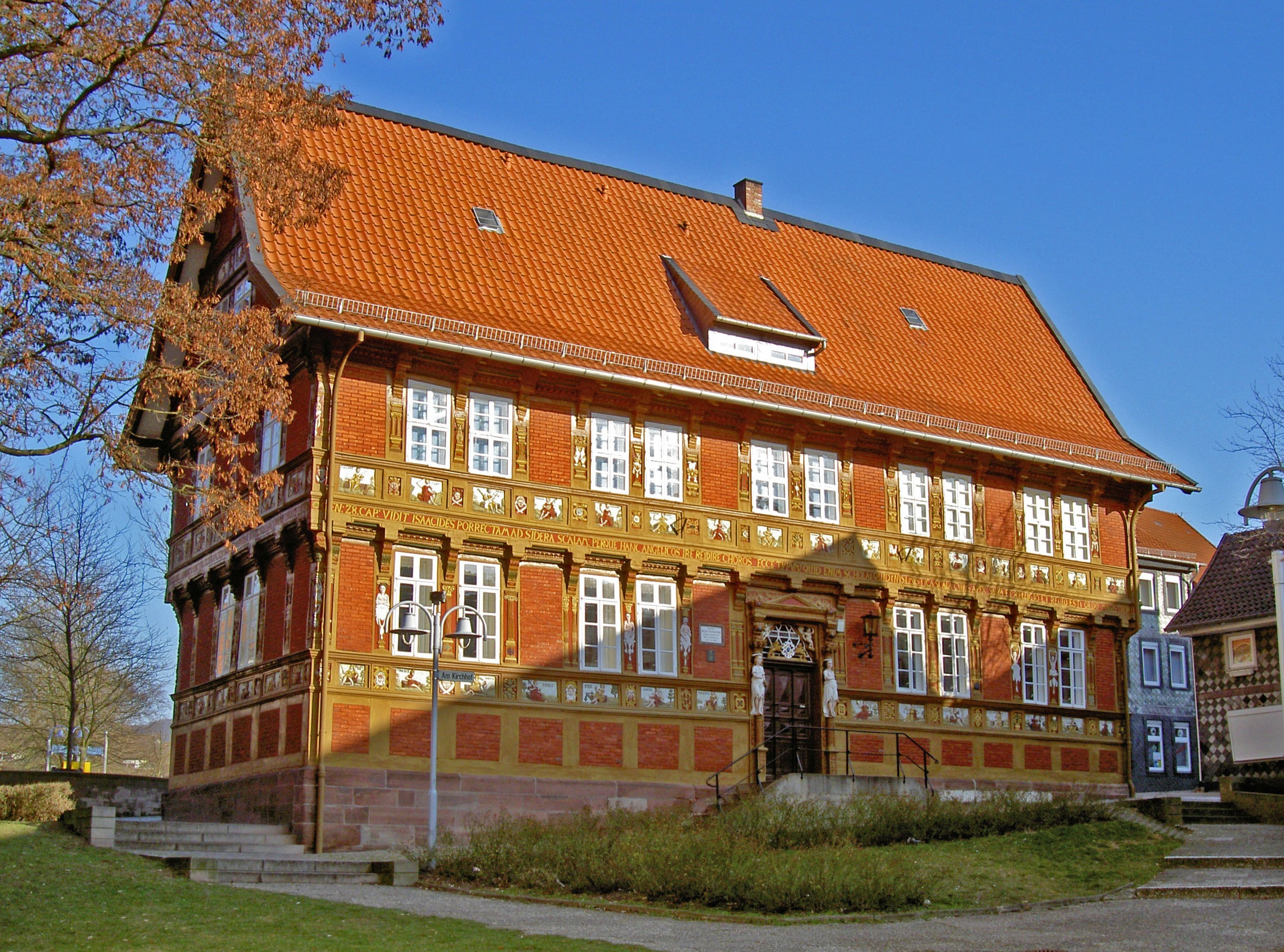
Alte Lateinschule Alfeld

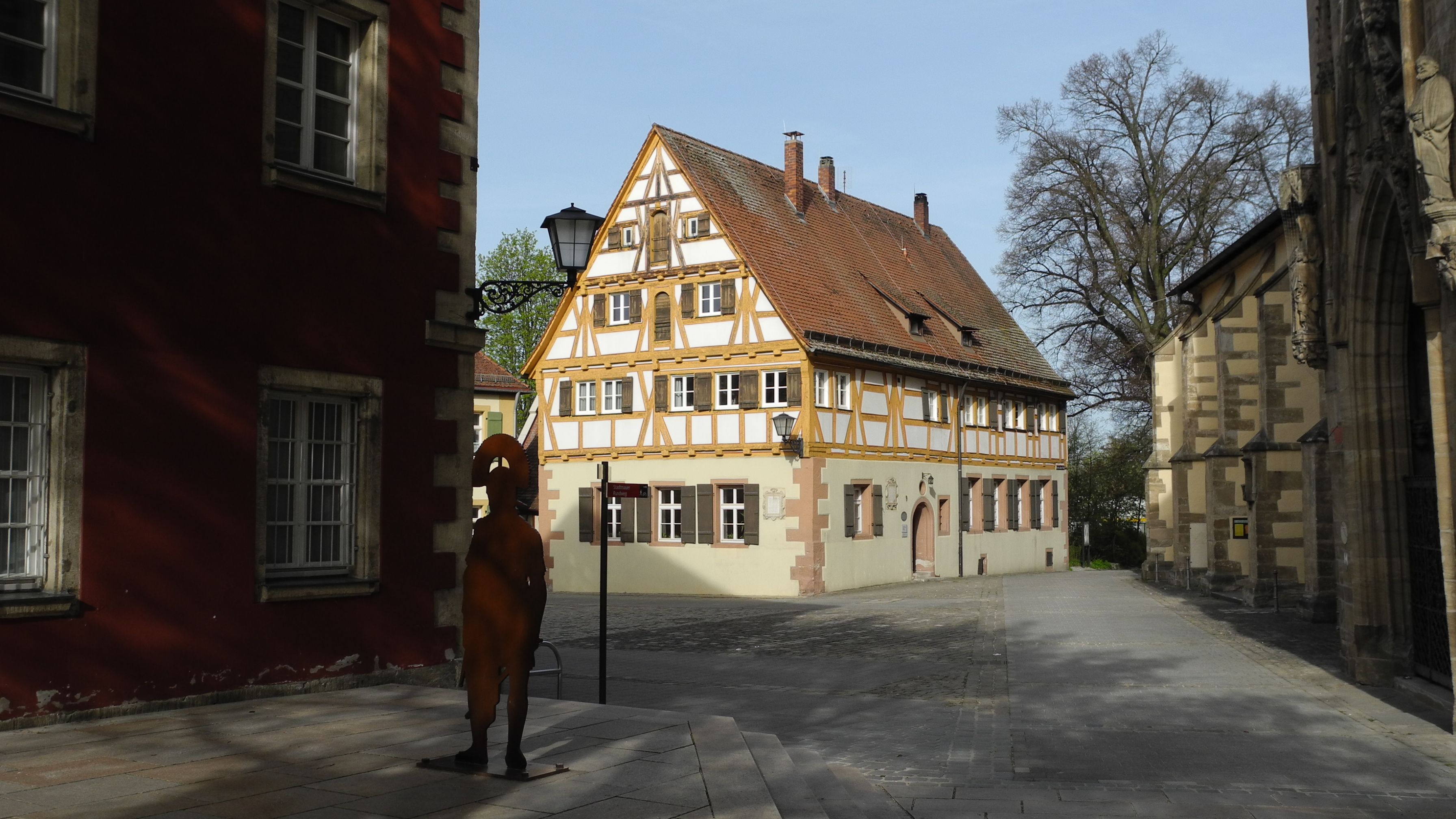
Alte Lateinschule (Weißenburg)

Folgende Lateinschulen sind in Deutschland bekannt:
- Alte Lateinschule Alfeld
- Altstädtische Lateinschule in Brandenburg an der Havel
- Lateinschule (Bernau bei Berlin)
- Freie Lateinschule, Bremen
- Ehemalige Lateinschule Brugg
- Alte Lateinschule Buxtehude
- Lateinschule Dillenburg, heute Wilhelm-von-Oranien-Schule Dillenburg
- Lateinschule Esslingen, heute Georgii-Gymnasium Esslingen
- Lateinschule Flensburg, heute Altes Gymnasium, Flensburg
- Lateinschule Freiberg, heute Geschwister-Scholl-Gymnasium Freiberg
- Lateinschule Freudenstadt
- Lateinschule Gemmingen
- Lateinschule Großenhain, Museum Alte Lateinschule
- Lateinschule Grüningen in Markgröningen
- Latina, Halle (Saale)
- Lateinschule (Hannover), im 13. Jahrhundert eingerichtete Bildungseinrichtung, 1844 abgerissen
- Höninger Lateinschule
- Lateinschule, Heilbronn
- Lateinschule Kempten, heute Carl-von-Linde-Gymnasium Kempten
- Lateinschule in Ludwigshafen am Rhein
- Lateinschule Merkendorf
- Lateinschule, Norden
- Alte Lateinschule Otterndorf, Otterndorf
- Lateinschule Pforzheim, heute Reuchlin-Gymnasium
- Lateinschule Pirmasens
- Rodacher Lateinschule
- Lateinschule Stralsund
- Lateinschule Volkach
- Lateinschule Waiblingen, heute Staufer-Gymnasium Waiblingen
- Alte Lateinschule Weißenburg
- Lateinschule Wertheim